# Lasioglossum obscurum
Lasioglossum obscurum là một loài Hymenoptera trong họ Halictidae. Loài này được Robertson mô tả khoa học năm 1892.